# 俄羅斯的謝爾蓋·米哈伊羅維奇大公
谢尔盖·米哈伊洛维奇（俄语：Серге́й Миха́йлович，1869年10月7日—1918年7月18日），俄罗斯帝国皇室成員，為尼古拉一世之孙、俄罗斯大公。
他是米哈伊爾·尼古拉耶维奇和其妻奥尔加·费奥多罗芙娜所生的第六个孩子。谢尔盖和尼古拉二世很亲近，甚至在后者婚后接收了其情妇玛蒂尔德·克谢辛斯卡。他在一戰時作為俄罗斯軍官在軍隊服务。
谢尔盖在王朝灭亡后留在圣彼得堡。在1918年7月28日，他和其他皇室成員包括伊丽莎白·费奥多罗芙娜大公夫人、弗拉基米爾·帕雷亲王（保羅·亞歷山德羅維奇大公之子）等人在阿拉帕耶夫斯克遭槍杀。